# Könnyezőpálma
A könnyezőpálma vagy levélfa (Monstera deliciosa), az egyszikűek osztályának hídőrvirágúak rendjének és kontyvirágfélék családjának lágyszárú növénye. Dél-, és Közép-Amerika trópusi mocsaras vidékein, többek között Mexikó déli részén honos, de mára dísznövényként, szobanövényként az egész világon elterjedt.

## Megjelenése

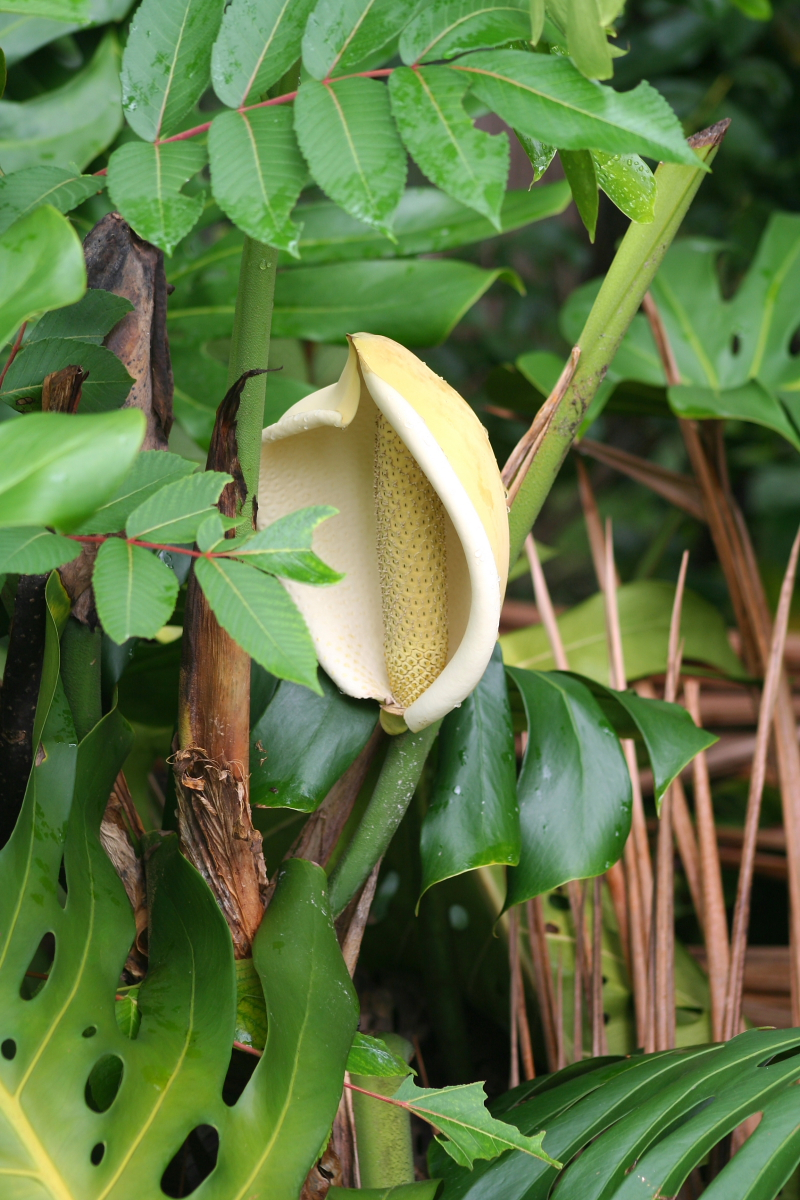
A könnyezőpálma virágzata

A fiatal növény első levelei szív alakúak, épszélűek, később lyukacsossá, szeldeltté, karéjossá válnak. A kifejlett levelek színezete sötétzöld. Fényesek, bőrszerűek 40-90 cm hosszúak és 30–70 cm szélesek is lehetnek. Erezetük párhuzamos.
Lágy szárú kúszónövény. Hosszú léggyökereket fejleszt, melyek segítségével természetes körülmények között fákra, magasabb növényekre kúszik fel, akár 20 méteres magasságba is, egészen a lombkoronaszintig.
Ritkán virágzik, egy fellevéllel védett torzsavirágzatot fejleszt. Termése két év alatt érik be, legfeljebb 25 cm hosszú, kukoricacsőhöz hasonló. A fellevél színe sárgás, vagy krémfehér.

## Életmódja
A magból kibúvó fiatal, levéltelen növény először a fénnyel ellentétes irányban növekszik, egy fatörzs, vagy más függőleges felszín irányába. Itt hajtja ki első két átellenes állású levelét. Ez után kezd a napfény felé, a fatörzs mentén növekedni.

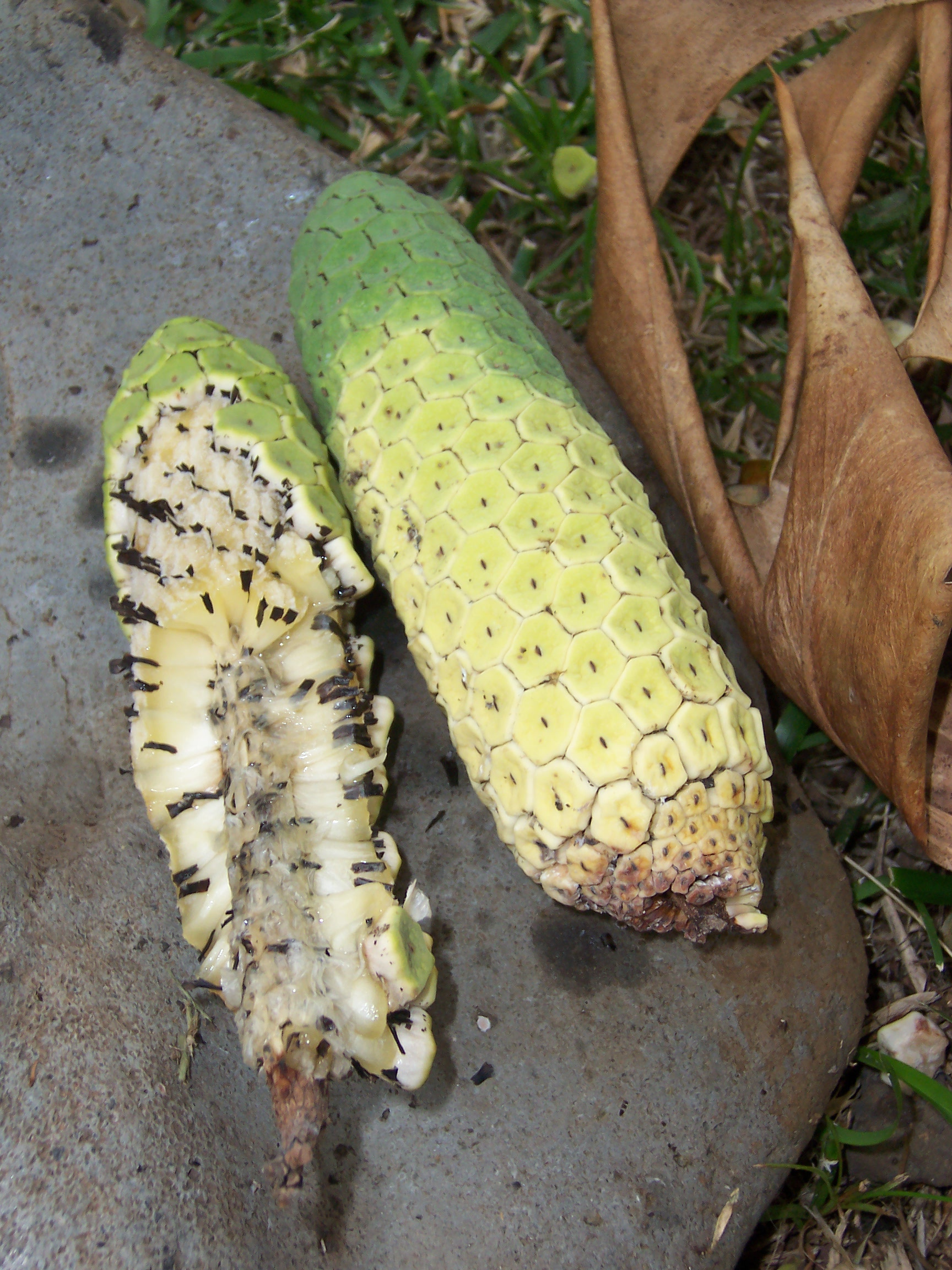
Termés

Később kapcsolata megszakad a talajjal, epifita életmódra vált.

## Élettani hatások
Termése éretten ehető, kellemes íze van (erre utal a tudományos névben a deliciosa tag), azonban a fogyasztás után irritációt okoz a nyelven és nyálkahártyán. Az éretlen termés a növény többi részéhez hasonlóan magas oxálsav tartalmú, erősen mérgező, lenyelése után égető, fájdalmas marást okoz.

## Szobanövényként

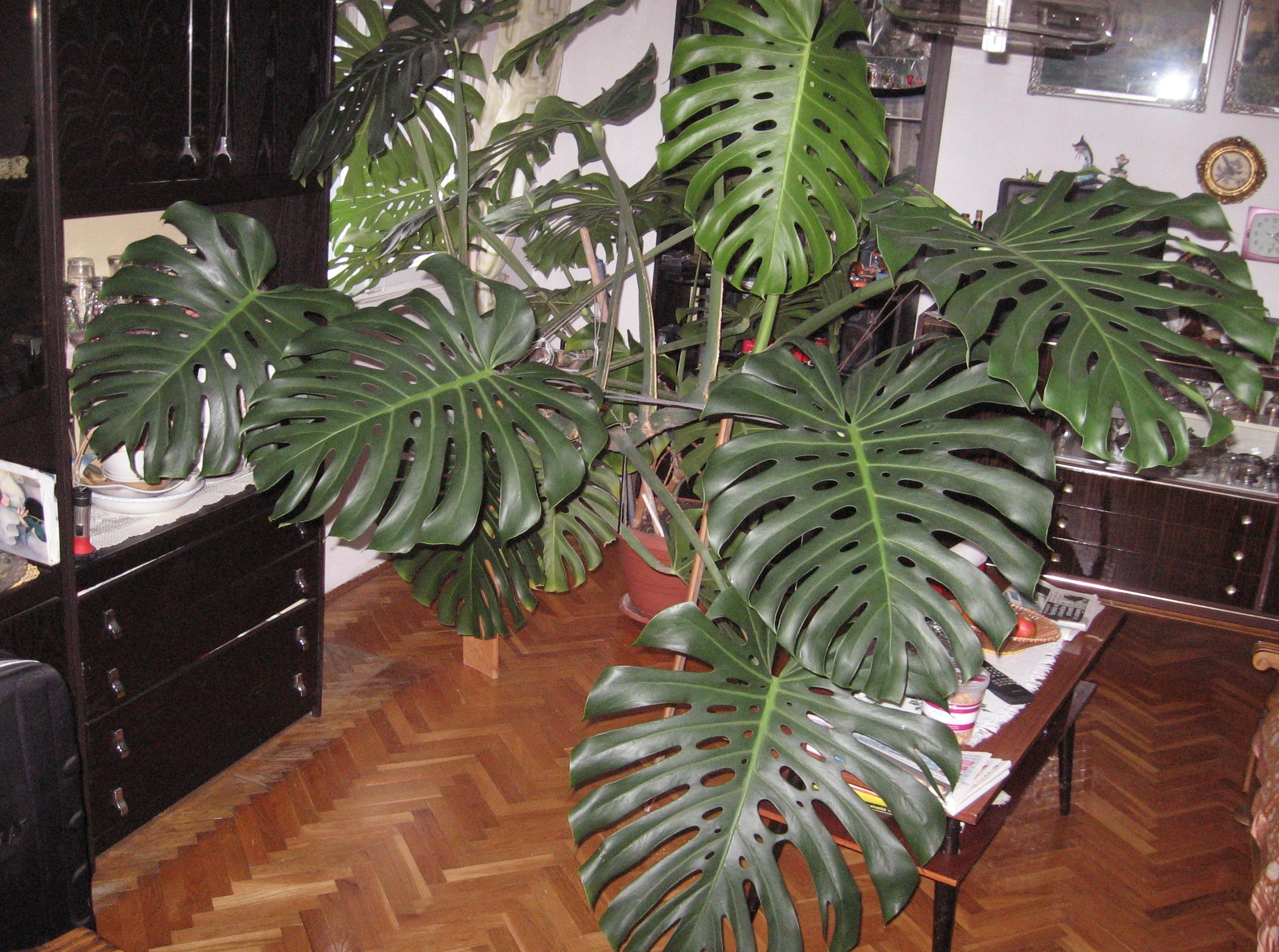
A könnyezőpálma, mint szobanövény

A könnyezőpálma a viktoriánus-kor óta kedvelt dísznövény. Fény- és tápanyagigényes, vízigénye közepes. A világos, esetleg félárnyékos, szellős helyeket kedveli, a tűző nap káros lehet.

### Ápolása
Tápanyagigénye miatt rendszeres átültetés, vagy földcsere szükségeltetik, illetve időnként tápoldatozni szükséges.
A téli hónapokban a fűtési szezonban a száraz levegő miatt érdemes vízzel permetezni a növényt. Léggyökereit a cserépbe dugva, vagy vízben gyökereztetve meghagyhatjuk, de az eltávolítás sem okoz gondot a növény számára.

### Szaporítása
Magról történő szaporítás esetén a növények kifejlődése sok időt vesz igénybe. A magoncok addig kúsznak levéltelenül a napfénnyel ellentétes irányba, amíg egy fatörzset, erős támasztékot nem találnak, amire felfuthatnak.
Szaporítható hajtás-, és szárdugványozással. Gyökereztethető vízben, homokban földben is. A gyökeresedés hosszú időt, akár 6-8 hetet is igénybe vehet.

### Betegségei, kártevői
Az alacsony hőmérséklet és a túlöntözés együttes hatásaként gombásodás léphet fel. A pajzstetvek és a takácsatkák károsíthatják.
A tápanyaghiányt - ami a kis cserépben előállhat - a könnyezőpálma az alsó levelek elsárgulásával jelzi, ami főként az új levél megjelenésekor gyakori.
A barna, töredezett levélszélek a túlságosan száraz talaj miatt alakulnak ki.
Ha a környezet nem elég meleg, a túlöntözéstől a levelek megsárgulnak, elszíneződnek, fekete foltok jelennek meg.

## A szépirodalomban
Szentkuthy Miklós Szent Orpheus Breviáriumában így írj a Monstera deliciosáról: „ősállatok boruló bordái, zöld sarlók, összenövés és szétszakadás titkai, a születő levelek fehérzöld tűtekercsei, integetés, pápai pálmalegyező, tormás-retkes léggyökerek (...), levélbelül mandula formájú sajtlyukak, megint csak oszlás és ragadás tipikusan természeti kísérletei – a levelek holdszarv-hegyén egyetlen Mária-könny...”